# Procedimiento abreviado (España)
El procedimiento abreviado es un proceso penal usado en el Derecho español para la instrucción, enjuiciamiento y fallo de las causas por delitos castigados con pena privativa de libertad de hasta nueve años, o con penas de otra naturaleza bien sean únicas, conjuntas o alternativas, cualquiera que sea su cuantía o duración (art. 757). Instruye, con carácter general, el juzgado de instrucción y falla el juzgado de lo penal, cuando la pena privativa de libertad no supere los cinco años o pena de multa cualquiera que sea su cuantía, o cualesquiera otras de distinta naturaleza, siempre que la duración de éstas no exceda de diez años; todo ello, sin perjuicio de la competencia del juez de instrucción en los términos previstos en el art. 801 de la ley de enjuiciamiento criminal. Cuando se superan esos límites, el enjuiciamiento corresponde a la audiencia provincial (el mismo esquema vale para sala de lo penal de la audiencia nacional, juzgado central de lo penal y juzgados centrales de instrucción).

## Fase de instrucción
Esta fase se configura sobre la base de la práctica de las diligencias (ver diligencia procesal) esenciales para formular la acusación, buscándose una celeridad procedimental, de forma que la instrucción se simplifica y se limita la función del juez de instrucción que en ocasiones puede quedar muy reducida cuando por otros órganos (policía judicial y ministerio fiscal) se derivan todos los datos suficientes para formular una acusación.

### La investigación de la policía judicial. El atestado
La policía judicial está obligada a actuar desde que conoce de la existencia de hechos que concurren en delito, formando el atestado que está constituido por el conjunto de actuaciones que han de realizar los órganos judiciales para esclarecer los hechos. En este caso, su naturaleza extrajudicial priva de valor probatorio sus actuaciones. En la investigación de los hechos (delitos graves, menos graves y leves), los miembros de la policía judicial han de cumplir las siguientes reglas:
- Les acompañará un facultativo para prestar los oportunos auxilios al ofendido.
- Los miembros de la policía judicial, además de identificar y tomar los datos personales y dirección a las personas que se encuentren en el lugar en que se cometió el delito, podrán:
- Pueden recoger y custodiar los efectos (objetos) hasta que llegue la autoridad judicial, siempre que exista peligro de que no haciéndolo pudieran desaparecer algunas pruebas de los hechos ocurridos.
- Si se hubiera producido la muerte de alguna persona y el cadáver se hallará en la vía pública o en otro lugar inadecuado, puede ser trasladado al lugar más próximo que resulte más idóneo dentro de las circunstancias hasta que la autoridad judicial adopte las medidas oportunas. En las situaciones excepcionales en que haya de adoptarse tales medidas de urgencia, se reseñará previamente la posición del interfecto, obteniéndose fotografías y señalando sobre el lugar la situación exacta que ocupaba.
- Proceder a la intervención del vehículo y los documentos según la ley enjuiciamiento criminal (art. 785.8c)
- Citar a las personas pertinentes en un plazo de 24 horas o menos ante la autoridad judicial competente.

Los miembros de la policía judicial pueden requerir ayuda de los cuerpos y fuerzas de seguridad cuando sea necesaria para el desempeño de las funciones que le sean encomendadas.

### La investigación del ministerio fiscal
El artículo (785) de la ley enjuiciamiento criminal permite al fiscal (véase fiscal (funcionario)) tener la posibilidad de que lleve a cabo la investigación de forma directa y primaria, cuando se le presente una denuncia o un atestado, pudiendo practicar las diligencias que estime pertinentes para la comprobación del hecho y responsabilidad de los partícipes, pudiendo hacer comparecer ante el a cualquier persona en los términos establecidos de la citación judicial, y la asistencia letrada. 
Las diligencias de investigación, por parte del ministerio fiscal, han de concluir:
- Cuando tenga conocimiento de la existencia de un procedimiento judicial sobre los mismos hechos
- Cuando los hechos no revistan los caracteres de delito, declarándose el archivo de las actuaciones, comunicando de ello a las partes y así permitiendo que se retire la denuncia.
- Cuando se hayan finalizado todas las diligencias susceptibles de ser practicadas por el ministerio fiscal.

El fiscal se constituye en las actuaciones para el ejercicio de las acciones penal y civil conforme al artículo 300 de la ley enjuiciamiento criminal. Velará por el respeto de las garantías del imputado y los derechos de la víctima y de los perjudicados por el delito.

### La instrucción judicial. Las diligencias previas
En el procedimiento abreviado la instrucción es la modalidad principal de actuación aunque no obligatoriamente necesaria. Pero la necesidad de adoptar resoluciones, hace inexcusable la necesidad de la presencia de un juez. Las diligencias previas pueden iniciarse por las siguientes vías:
- La remisión del atestado judicial
- A instancias del ministerio fiscal o a consecuencia de una investigación
- Por querella o denuncia
- Por oficio

Todas las actuaciones judiciales relativas a delitos que deben ser enjuiciadas por el procedimiento abreviado han de registrarse como diligencias previas según el art. 774, y que son aquellas encaminadas a determinar la naturaleza y circunstancias del hecho, las personas que en él hayan participado, y el órgano competente para el enjuiciamiento.
Como normas específicas de tales diligencias previas, sobre todo para la celeridad y eficacia se establece:
Sobre cuestiones de competencia
Como dice Ramos, F. (2000), cuando un tribunal rechace el conocimiento de una causa o reclame el conocimiento del que otro tuviera, y exista duda sobre cual de los dos tiene competencia se recurrirá al órgano inmediatamente superior en jerarquía para que oyendo “in voce” al fiscal y las partes personadas, decida en el acto quien conocerá.
Cuando la cuestión surja en la fase de instrucción, cada uno de los juzgados continuará practicando las diligencias urgentes y absolutamente indispensables para la comprobación del delito y averiguación e identificación de los posibles culpables. 
Si ya se han iniciado las diligencias cuando se determina la competencia de otra audiencia, el primero comunicará los resultados e investigaciones obtenidas hasta el momento.
Sobre actos de comunicación.
El juez o tribunal que ordene la práctica de cualquier diligencia se entenderá directamente con el juez, tribunal, etc. encargado de su realización, aunque el mismo no lo esté inmediatamente subordinado ni sea superior inmediato de aquellos. 
Para cursar los despachos que se expidan se utilizará siempre el medio más rápido, acreditando por diligencias las peticiones de auxilio que no se hayan solicitado por escrito. 
Si el que hubiere de ser citado no tuviera domicilio conocido o no fuere encontrado por la policía judicial en el plazo señalado, el juez o tribunal mandará publicar la correspondiente cédula por el medio que estime más idóneo para que pueda llegar al conocimiento del interesado.
Sobre diligencias de investigación
En orden a la comprobación del delito y culpabilidad del presunto reo, el juez de instrucción empleará los medios comunes y ordinarios, con las siguientes modificaciones:
Cuando los imputados o testigos no hablen o no entiendan el idioma español, se procederá de conformidad con lo dispuesto en los artículos 398,440 y 441 de la ley enjuiciamiento criminal, sin que sea preciso que el intérprete designado tenga título oficial. 
El informe pericial podrá ser presentado por un solo perito cuando el juez lo considere suficiente, basándose en los informes del médico forense sobre la muerte de la víctima, en la asistencia debida de los heridos y enfermos implicados en el delito o falta (véase Falta (derecho)).
Sobre información y presencia del imputado
En la primera comparecencia se informará al imputado de sus derechos y se le requerirá para que designe un domicilio en España en el que se le harán las notificaciones.
Sobre medidas cautelares
La adopción de las medidas cautelares, son facultad exclusiva del juez de instrucción que en su caso podrá acordar:
- La detención o prisión del imputado o su libertad provisional, con o sin fianza.
- El aseguramiento de las responsabilidades pecuniarias de los que pudieran resultar responsables civiles directos o subsidiarios
- En los casos donde se impliquen vehículos de motor: a) La intervención inmediata del vehículo y la retención del permiso de circulación por el tiempo indispensable; b) La intervención del carnet de conducir; c) Señalamiento de pensión provisional para atender a la víctima y a las personas que estuvieran a su cargo; y d) Autorización a los residentes en el extranjero para ausentarse del territorio nacional.

Sobre recursos en la fase instrucción
El recurso de queja solo cabe frente a resoluciones que desestimen el recurso de reforma, y se interpone ante la Sala correspondiente, en los términos indicados, sin plazo concreto. 
El recurso de apelación solo se admite en los casos expresamente señalados en la ley, como frente al auto de archivo, o de sobreseimiento. Podrá interponerse subsidiariamente con el de reforma o por separado, dentro de los tres días siguientes a la notificación de la resolución.

### Conclusión de diligencias previas
Practicadas sin demora, el juez adoptará alguna de las siguientes resoluciones:
- Si determina que no es consecutivo de una infracción penal, mandará archivar las actuaciones. Si existe infracción pero no se ha podido descubrir el autor del delito, se procederá a determinar el sobreseimiento provisional.

- Si posterior a las diligencias se descubre que se trata de una falta, remitirá las investigaciones y los descubrimientos al juez competente, cuando no le corresponda su enjuiciamiento.

- Si los imputados son menores o el hecho tuviere atribuido la jurisdicción militar, se inhibirá a favor del órgano competente.

Ante estas tres resoluciones pueden presentarse recurso de apelación

## Fase intermedia
Para algunos autores (Ramos, Muerza y Martínez),la fase intermedia es el puente para pasar de la fase de instrucción a la fase de juicio oral. Vendría definida por aquel conjunto de actuaciones destinadas a valorar los resultados de lo actuado en la fase de instrucción o preparatoria, apreciándose si es completa y suficiente, y si se da los presupuestos necesarios para proceder a la apertura del juicio oral, o para el sobreseimiento.

### Delimitación
Hay que tener presente dos cosas:
- Que no es preclusiva, de forma que de la misma puede pasarse otra vez a la fase de instrucción, por considerarse insuficientes las diligencias practicadas, volviendo en este sentido hacia atrás el procedimiento.
- Que pueden darse diferentes presupuestos según se trate del procedimiento ordinario o abreviado, apareciendo en los dos últimos la fase intermedia más desdibujada.

### Supuestos
En el procedimiento abreviado por delitos menos graves: comprende las actuaciones que medían entre la conclusión de diligencias previas, y el juicio oral. La ley de enjuiciamiento criminal regula el hecho que la preparación del juicio oral no pertenece a la instrucción ni tampoco al juicio oral. La fase intermedia puede también reconocerse en este nuevo procedimiento y comprendería los trámites siguientes: 
- Instrucción de la causa
- Sobreseimiento
- El escrito de acusación
- Apertura juicio oral
- Escrito de defensa.

## El juicio oral
En el procedimiento abreviado se contiene la regulación de esta fase en los artículos:
- Artículo 792 Ley de enjuiciamiento criminal: la llegada de las actuaciones al órgano judicial competente para el enjuiciamiento y decisión sobre señalamiento y admisión o no de pruebas.
- Artículo 793 Ley de enjuiciamiento criminal: lo relativo a la celebración del juicio.
- Artículo 794 Ley de enjuiciamiento criminal: las normas específicas sobre la sentencia.

Se desarrolla esta fase ante el juez o tribunal competente para el enjuiciamiento, y en ella se lleva a cabo la actividad probatoria y el juicio en virtud del cual se dicta sentencia judicial, constituyendo la fase decisiva de este proceso.
La fase de juicio oral se viene considerando como la más importante de las que integran el proceso penal porque en ella se desarrollan los actos de prueba que han de servir para fundamentar la sentencia que en su día se dicte. Otra característica de la fase de juicio oral es la relativa al cambio de órgano judicial competente, como consecuencia del principio de imparcialidad objetiva que rige en el sistema acusatorio mixto, entendido dicho principio como la necesidad de que el juez que instruye no puede fallar la causa. En concreto serán los órganos encargados de enjuiciar el juzgado de lo Penal o las audiencias provinciales de España, conforme se establece en el artículo 14..3 y 14.4 Ley de enjuiciamiento criminal y en su caso también el juzgado central de lo penal o la sala de lo penal de la audiencia nacional.

### Recepción y examen de las actuaciones
Recepción de las actuaciones
La fase de juicio oral empieza con la recepción de las actuaciones en el órgano competente para enjuiciamiento procedente, generalmente a través del reparto cuando existen dos o más órganos competentes en el mismo territorio. Una vez recibido el procedimiento se dicta diligencia de ordenación por el secretario judicial acordando el registro de la causa en el libro de juicio orales y acusando recibo al juzgado instructor.
Examen de las actuaciones
El examen de las actuaciones sirve para verificar la regularidad de la tramitación, porque si se aprecian vicios procesales deben subsanarse, de lo contrario pueden devenir en nulidad de actuaciones. En el caso de que se aprecien vicios procesales subsanables se procederá a dictar resolución poniendo de manifiesto los posibles vicios procesales y acordando la devolución de las actuaciones al juzgado instructor, para que éste pueda acordar lo que estime procedente en derecho. Una vez devueltas las actuaciones por el juzgado instructor, se procederá al señalamiento y resolución sobre las pruebas. En cambio, en los supuestos en que se estima que los vicios procesales no son subsanables, procederá la tramitación de la nulidad de actuaciones de oficio. En todo caso, una vez declarada la nulidad de actuaciones y restablecido el orden jurídico perturbado, se procederá a continuar con la tramitación de las actuaciones de acuerdo con las peculiaridades de la nulidad decretada.
Señalamiento y decisión sobre las pruebas propuestas
Se procederá por el órgano competente a dictar auto con la finalidad de admitir o no las pruebas propuestas para practicar en el juicio oral o con carácter anticipado, acordando lo necesario para la práctica de las pruebas anticipadas, librando las comunicaciones que fueren necesarias para asegurar la práctica de las pruebas propuestas y admitidas. Contra la resolución denegatoria de prueba no procederá recurso alguno, sin perjuicio de que se pueda reproducir su petición al inicio de las sesiones del juicio oral. Al mismo tiempo se procederá a fijar la fecha de inicio de las sesiones de juicio oral, teniendo en cuenta las circunstancias de la causa y prueba propuesta.

### Celebración del juicio oral
Se constituye en la sala audiencia el juzgado o tribunal compuesto por el magistrado-juez o el presidente y magistrados de la audiencia o sección y el secretario judicial, con asistencia del ministerio fiscal, del abogado del acusado y los letrados (véase letrado) de las demás partes personadas. Respecto a la presencia del acusado, en principio la misma es preceptiva, pero el artículo 793.1 Ley de enjuiciamiento criminal prevé, en determinados supuestos, la celebración del juicio en ausencia del acusado.
Ausencia del acusado
No se podrá celebrar el juicio cuando no se reúnan los requisitos para la celebración del juicio, que a continuación se analiza; o porque aun reuniéndose los requisitos para celebrar el juicio en ausencia, el juez acuerde que no se puede celebrar y es necesaria la presencia del acusado.
El artículo 793.1 Ley de enjuiciamiento criminal establece como requisito para que el Juez acuerde la celebración en ausencia, la previa petición del ministerio fiscal o partes acusadoras, y además, cuando se oponga la defensa, el juez puede estimar necesaria la asistencia del acusado.; en ese supuesto deberán adoptarse las medidas que la ley establece para asegurar la asistencia del acusado al próximo señalamiento que se fije para la celebración del juicio, adoptando las medidas cautelares necesarias. Acordada la celebración del juicio en ausencia, el mismo continua con la práctica de la prueba y cabe la posibilidad de que la defensa solicite la celebración de la audiencia preliminar, lo que no cabe es la conformidad, pues requiere la presencia del acusado.
Cuando son varios los sujetos pasivos en el momento de celebración del juicio oral, si alguno de los acusados deja de comparecer sin motivo legítimo, podrá el juez acordar oídas las partes, la continuación del juicio para los restantes (artículo 793.1.1 Ley de enjuiciamiento criminal), en todo caso, la ausencia injustificada del tercero responsable civil citado en forma, no será por sí mismo causa de suspensión del juicio.
Presencia del acusado
La sentencia que se va a dictar deberá ser, en principio, de estricta conformidad con la aceptada por las partes (artículo 793.3 Ley de enjuiciamiento criminal). Por imperativos del principio acusatorio, pero la jurisprudencia también admite una rebaja en la pena por no perjudicar al acusado, pero tal rebaja debe ir precedida de una prueba y debate entre las partes, pues de lo contrario produciría indefensión para las partes. También se precisa que el acusado esté presente, debiendo mostrar su expresa conformidad con la acusación y defensa.

## La audiencia preliminar
Es una actuación eventual, pues su celebración no es imprescindible y tan solo procede si así lo solicitan las partes al Juez o Presidente. La audiencia preliminar tiene por finalidad que las partes puedan exponer lo que estimen oportunos acerca de la competencia del órgano judicial, vulneración de algún derecho fundamental, existencia de artículos de previo pronunciamiento, causas de suspensión del juicio oral, así como sobre el contenido y finalidad de las pruebas propuestas o que se propongan para practicarse en el acto (artículo 786.2 Ley de enjuiciamiento criminal.) El juez o tribunal resolverá en el mismo acto lo procedente sobre las cuestiones planteadas.

## La prueba en el procedimiento abreviado
Una vez resueltas las cuestiones suscitadas en la audiencia preliminar y en los supuestos en que proceda la continuación del juicio el mismo sigue con la práctica de la prueba admitida que se realizará con arreglo a las previsiones del procedimiento común con las especialidades previstas para el procedimiento abreviado.
La práctica de la prueba se realizará concentradamente en las sesiones consecutivas que sean necesarias. Respecto al orden en la práctica de la prueba será el siguiente: interrogatorio del acusado, testifical, pericial y documental.
En primer lugar la importancia de la prueba en el sistema penal español exige que toda declaración de culpabilidad e imposición de una pena vaya precedida de actividad probatoria de cargo suficiente para destruir la presunción de inocencia (art. 24.2 constitución española) de modo que la única actividad probatoria con eficacia suficiente para destruir tal presunción es la que se realiza en el juicio oral bajo los principios de inmediación, contradicción, publicidad y demás garantías (artículo 741 Ley de enjuiciamiento criminal). 
En segundo lugar, la constitución reconoce a todos, como derecho fundamental, el de utilizar los medios de prueba pertinentes para su defensa (artículo 24.2 constitución española de 1978) 
En tercer lugar, otra cuestión referente a la prueba es la carga y valoración de la misma en el proceso penal.

## Conclusiones definitivas e informes
Terminada la práctica de la prueba, el juez o presidente requerirá a la acusación y a la defensa para que manifiesten si ratifican o modifican las conclusiones de los escritos inicialmente presentados y para que expongan oralmente cuanto estimen procedente sobre la valoración de la prueba y la calificación jurídica de los hechos. Se trata del trámite de conclusiones definitivas, y en él las partes han de manifestar si elevan a definitivas esas conclusiones o las modifican. En este trámite las partes no podrán variar ni alterar los hechos de sus escritos de calificación provisional, si no es para suplir alguna omisión o salvar algún error; las partes acusadoras si que podrán retirar la acusación respecto de todos o de alguno de los hechos o acusados, y también pueden referirse a la pena solicitada o a las circunstancias modificativas de la responsabilidad. Las modificaciones que se realicen se harán con claridad y se reflejaran en el acta del juicio oral, aunque también pueden hacerse por escrito y unirse al acta.
Si el juicio se celebra ante la audiencia provincial y se califican los hechos por las partes acusadoras como competencia del Juzgado de lo Penal, la audiencia debe concluir el juicio y dictar sentencia, por economía procesal, en virtud del principio "el que puede lo más, puede lo menos".
Si las acusaciones terminan calificando los hechos como falta, ya sea el juzgado de lo penal o la audiencia provincial, deberán dictar sentencia en el juicio celebrado, aplicando el mismo principio antes mencionado.

## Última palabra al acusado y visto para sentencia
Aunque el artículo 793 ley enjuiciamiento criminal no menciona este trámite, tiene su fundamento en el principio constitucional de contradicción y en el derecho fundamental de defensa y el principio general de que "nadie puede ser condenado sin ser previamente oído". Una vez terminada la fase de informes por las acusaciones y defensas, el juez, preguntará al o a los acusados si tienen algo que manifestar al tribunal, y si contestaren afirmativamente, les será concedida la palabra, cuidando el juez de que los acusados al usarla no ofendan la moral ni falten al respeto debido al tribunal ni a las consideraciones correspondientes de las partes, retirándoles la palabra en caso contrario. Tanto la jurisprudencia como el tribunal constitucional han destacado su importancia, configurándolo como una manifestación legal del derecho a la autodefensa (artículo. 655, 708, 713 y 793.3 Ley de enjuiciamiento criminal). 
Después de hablar los defensores de las partes y los acusados, en su caso, ejercer su derecho a la última palabra, el juez declarará concluso y visto el juicio para sentencia. 

## Documentación del acta de juicio
Del desarrollo del juicio oral se levantará acta que firmarán el juez, magistrados, secretario judicial, fiscal, abogados presentes, reseñándose en la misma el contenido esencial de la prueba practicada, las incidencias y reclamaciones producidas y las resoluciones adoptadas, pudiendo completarse o sustituirse por cualquier medio de reproducción mecánica, oral u escrita, de cuya autenticidad dará fe el secretario judicial (artículo 793.9 Ley de enjuiciamiento criminal) El acta corresponde levantarla al Secretario y en ella se hará constar de manera sucinta lo que hubiere ocurrido, pudiendo completarse o sustituirse por cualquier medio mecánico de reproducción bajo la fe del secretario judicial que ostenta la fe pública judicial.
En cuanto al contenido del acta, del análisis de los artículos 793.9 y 743 ley enjuiciamiento criminal, se deduce que no es preciso recoger a la letra lo que suceda, sino que se hará constar sucintamente cuanto importante hubiere ocurrido, recogiendo, además las resoluciones que se hubieren dictado en el acto de juicio oral, así como las demás incidencias que se hubieren producido.
En todo caso se estima como una necesidad urgente en los procesos basados en los principios de concentración y oralidad que se documenten las actuaciones a través de las correspondientes actas, la dotación a los órganos judiciales de alguno de los modernos medios de reproducción de la imagen o sonidos.